# Gran Premio degli Stati Uniti d'America 2015
Il Gran Premio degli Stati Uniti d'America 2015 si è corso domenica 25 ottobre 2015 sul circuito delle Americhe che sorge nella Contea di Travis, vicino a Austin, in Texas, sedicesima prova della stagione 2015 del campionato mondiale di Formula 1. La gara è stata vinta da Lewis Hamilton su Mercedes, al suo quarantatreesimo successo nel mondiale. Hamilton ha preceduto sul traguardo il suo compagno di squadra, Nico Rosberg e Sebastian Vettel su Ferrari.
Grazie a tali risultati, Lewis Hamilton si è aggiudicato per la terza volta, la seconda consecutiva, il campionato mondiale piloti di Formula 1.

## Vigilia

### Sviluppi futuri
La Lotus annuncia che Jolyon Palmer, attuale suo terzo pilota, diventerà pilota titolare, dalla stagione 2016, al posto di Romain Grosjean, destinato a correre per la Haas.

### Analisi per il campionato piloti
Lewis Hamilton comanda la graduatoria con 66 punti di vantaggio su Sebastian Vettel e 73 sul compagno di scuderia Nico Rosberg. Per aggiudicarsi il suo terzo titolo, secondo consecutivo, il britannico deve trovarsi, al termine della gara di Austin, con almeno 75 punti di vantaggio sugli avversari.
Hamilton sarà campione del mondo se:
- vince e Vettel giunge, al massimo, terzo;
- arriva secondo con Vettel che arriva, al massimo, al settimo posto, e Rosberg che non vince;
- arriva terzo con Vettel non oltre il settimo posto e Rosberg che non gli arriva davanti;
- arriva quarto con Vettel non oltre il nono posto e Rosberg che non gli arriva davanti;
- arriva quinto con Vettel al massimo decimo, e Rosberg che non gli arriva davanti.[2]

La Mercedes si è già aggiudicata il campionato riservati ai costruttori.

### Aspetti tecnici
La Pirelli, fornitrice unica degli pneumatici, porta, per questa gara, coperture di tipo morbido e medio. La Renault utilizza 11 dei 12 gettoni disponibili, per lo sviluppo della power unit, e appronta così una nuova versione del suo propulsore. Era in dubbio che questa versione potesse però venir utilizza da questa gara. Successivamente, infatti, la casa transalpina ha deciso di rinviare l'esordio della nuova power unit. La Ferrari porta, invece, una nuova evoluzione del suo propulsore, con l'utilizzo di altri 4 gettoni di sviluppo. Ciò comporta una penalizzazione sulla griglia di partenza, per i suoi piloti, di dieci posizioni. La McLaren decide di utilizzare nuovamente la nuova versione del motore Honda, che aveva esordito nelle prove del Gran Premio precedente: in questa occasione il motore verrà utilizzato in tutto il fine settimana di gara, ma dal solo Fernando Alonso.
La FIA stabilisce due zone per l'attivazione del Drag Reduction System: la prima sul rettilineo tra le curve 11 e 12, con punto per la determinazione del distacco fra piloti stabilito dopo la curva 10; la seconda zona è fissata sul rettilineo dei box, con detection point posto prima della curva 19.

### Aspetti sportivi
La scuderia elvetica Sauber festeggia, con la gara statunitense, il suo quattrocentesimo Gran Premio nel mondiale di F1, comprese le gare disputate tra il 2006 e il 2010, con la denominazione BMW Sauber. L'esordio avvenne nel Gran Premio del Sudafrica 1993, con al volante Karl Wendlinger e JJ Lehto. Ha ottenuto la vittoria nel Gran Premio del Canada 2008, con Robert Kubica.
Tom Kristensen è nominato commissario aggiunto per il Gran Premio, da parte della FIA: il pilota danese ha svolto spesso in passato tale funzione, l'ultima al Gran Premio di Monaco 2015.
Alexander Rossi, dopo aver saltato il Gran Premio di Russia, per l'impegno in GP2, ritorna al volante della Marussia, al posto di Roberto Merhi. Raffaele Marciello prende il posto di Felipe Nasr, alla Sauber, nella prima sessione di prove libere. Anche Jolyon Palmer avrebbe dovuto sostituire Romain Grosjean alla Lotus, ma le previsioni di pioggia per la seconda sessione del venerdì hanno consigliato al team di utilizzare il pilota titolare anche nella prima sessione.

## Prove

### Resoconto
La giornata del venerdì è stata caratterizzata da forte pioggia. Nella prima sessione la pista si è andata asciugando, ma senza che i piloti potessero utilizzare gomme slick. Il più veloce è Nico Rosberg, che però compie solo sette giri. Alle spalle del tedesco si piazzano i due piloti della Red Bull Racing, staccati però, di circa un secondo e mezzo. Il leader del campionato, Lewis Hamilton, ha chiuso col quinto tempo, compiendo solo 4 giri. Pastor Maldonado è stato l'unico pilota a non effettuare nessun giro cronometrato.
Il peggioramento delle condizioni meteorologiche del pomeriggio ha costretto gli organizzatori ad annullare la seconda sessione di prove libere, in quanto risultava impossibile fare alzare in volo l'elicottero d'emergenza.
La Marussia decide di montare, sulla vettura di Will Stevens, il quinto motore della stagione, una nuova MGU-H e una nuova MGU-K. Per tale motivo il pilota britannico è penalizzato di venti posizioni sulla griglia di partenza.
Anche la sessione del sabato si è svolta ancora con la pioggia, su una pista molto bagnata, tanto che i commissari impongono ai piloti l'utilizzo di gomme da bagnato estremo. Lewis Hamilton è stato il più veloce, l'unico pilota a scendere sotto il tempo dei due minuti. Il britannico ha preceduto due piloti tedeschi: Sebastian Vettel e Nico Hülkenberg, sorprendente terzo posto con la Force India, staccati, rispettivamente, di circa otto e nove decimi. L'altro tedesco, Nico Rosberg, compagno di team di Hamilton, ha chiuso col nono tempo, dopo essere anche uscito di pista, nella prima fase della sessione, e aver toccato le barriere. Sulla sua vettura è stato necessario sostituire l'alettone anteriore. Le condizioni del tracciato hanno reso difficoltosa la guida, con molti errori commessi dai piloti.

### Risultati
Nella prima sessione del venerdì si è avuta questa situazione:
| Pos | Nº | Pilota           | Costruttore             | Tempo    | Gap    | Giri |
| --- | -- | ---------------- | ----------------------- | -------- | ------ | ---- |
| 1   | 6  | Nico Rosberg     | Mercedes                | 1'53"989 |        | 7    |
| 2   | 26 | Daniil Kvjat     | Red Bull Racing-Renault | 1'55"224 | +1"235 | 6    |
| 3   | 3  | Daniel Ricciardo | Red Bull Racing-Renault | 1'55"592 | +1"603 | 10   |

La seconda sessione di prove libere del venerdì è stata annullata per ragioni di sicurezza per via della forte pioggia causata dal passaggio dell'uragano Patricia in Messico.
Nella sessione del sabato mattina si è avuta questa situazione:
| Pos | Nº | Pilota           | Costruttore | Tempo    | Gap    | Giri |
| --- | -- | ---------------- | ----------- | -------- | ------ | ---- |
| 1   | 44 | Lewis Hamilton   | Mercedes    | 1'59"517 |        | 9    |
| 2   | 5  | Sebastian Vettel | Ferrari     | 2'00"380 | +0"863 | 9    |
| 3   | 27 | Nico Hülkenberg  | Force India | 2'00"496 | +0"979 | 12   |

## Qualifiche

### Resoconto
Inizialmente posticipate di mezz'ora, poi di un'altra mezz'ora, le qualifiche vengono spostate alla domenica mattina, ancora per le avverse condizioni meteorologiche.
Anche le qualifiche, che partono alle 8 locali (le 15:00, ora italiana), con possibilità massima di uno slittamento di un'ora, si disputano sotto una forte pioggia. Nella prima fase Carlos Sainz Jr. finisce contro le barriere, dopo circa otto minuti dall'inizio della Q1: la vettura subisce gravi danni, e lo spagnolo è costretto ad abbandonare la sessione. La direzione di gara decide anche di interrompere la stessa, con bandiera rossa, al fine di consentire ai commissari di ripulire il tracciato. Il più rapido è Daniel Ricciardo, che precede le due Mercedes e il suo compagno di team Daniil Kvjat. Oltre a Sainz, vengono esclusi dalla seconda fase i piloti di Sauber e Marussia. Sebastian Vettel è l'ultimo dei piloti qualificati, anche se con margine ampio su Marcus Ericsson.
In Q2, in previsione di un ulteriore peggioramento delle condizioni del tempo, tutti i piloti affrontano immediatamente la pista. Le condizioni del tracciato sono molto difficili, e diversi piloti vanno in testacoda alla curva 10. In cima alla classifica dei tempi si pone Nico Rosberg, che precede il compagno di scuderia Lewis Hamilton, di circa un decimo. Il terzo, Daniel Ricciardo, è staccato di un secondo. La pioggia si intensifica nella parte finale della sessione, e la graduatoria rimane congelata. Vengono eliminati i piloti della McLaren, della Lotus e Valtteri Bottas.
La fase decisiva viene posticipata di dieci minuti, per dare modo ai commissari di controllare lo stato della pista, giudicata quasi impraticabile dai piloti. Dopo qualche minuto viene deciso di cancellare la terza sessione, stabilendo così la griglia di partenza sulla base dei risultati delle prime due fasi. Nico Rosberg conquista la diciannovesima pole position nel mondiale, la cinquantesima per la Mercedes, quale costruttore. Al termine delle prove di qualificazione Bottas è penalizzato di 5 posizioni sulla griglia di partenza, per aver sostituito il cambio.

### Risultati
Nella sessione di qualifica si è avuta questa situazione:
| Pos                         | Nº | Pilota           | Costruttore             | Q1       | Q2       | Q3   | Griglia |
| --------------------------- | -- | ---------------- | ----------------------- | -------- | -------- | ---- | ------- |
| 1                           | 6  | Nico Rosberg     | Mercedes                | 1'56"671 | 1'56"824 | N.D. | 1       |
| 2                           | 44 | Lewis Hamilton   | Mercedes                | 1'56"871 | 1'56"929 | N.D. | 2       |
| 3                           | 3  | Daniel Ricciardo | Red Bull Racing-Renault | 1'56"495 | 1'57"969 | N.D. | 3       |
| 4                           | 26 | Daniil Kvjat     | Red Bull Racing-Renault | 1'57"640 | 1'58"434 | N.D. | 4       |
| 5                           | 5  | Sebastian Vettel | Ferrari                 | 2'00"950 | 1'58"956 | N.D. | 13      |
| 6                           | 11 | Sergio Pérez     | Force India-Mercedes    | 1'59"284 | 1'59"210 | N.D. | 5       |
| 7                           | 27 | Nico Hülkenberg  | Force India-Mercedes    | 1'58"325 | 1'59"333 | N.D. | 6       |
| 8                           | 7  | Kimi Räikkönen   | Ferrari                 | 1'58"198 | 1'59"703 | N.D. | 18      |
| 9                           | 19 | Felipe Massa     | Williams-Mercedes       | 2'00"902 | 1'59"999 | N.D. | 7       |
| 10                          | 33 | Max Verstappen   | STR-Renault             | 1'58"689 | 2'00"119 | N.D. | 8       |
| 11                          | 14 | Fernando Alonso  | McLaren-Honda           | 1'59"704 | 2'00"265 | N.D. | 9       |
| 12                          | 77 | Valtteri Bottas  | Williams-Mercedes       | 1'59"569 | 2'00"334 | N.D. | 16      |
| 13                          | 8  | Romain Grosjean  | Lotus-Mercedes          | 2'00"236 | 2'00"595 | N.D. | 10      |
| 14                          | 22 | Jenson Button    | McLaren-Honda           | 2'00"261 | 2'01"193 | N.D. | 11      |
| 15                          | 13 | Pastor Maldonado | Lotus-Mercedes          | 2'00"844 | 2'01"604 | N.D. | 12      |
| 16                          | 9  | Marcus Ericsson  | Sauber-Ferrari          | 2'02"212 | N.D.     | N.D. | 14      |
| 17                          | 12 | Felipe Nasr      | Sauber-Ferrari          | 2'03"194 | N.D.     | N.D. | 15      |
| 18                          | 53 | Alexander Rossi  | Marussia-Ferrari        | 2'04"176 | N.D.     | N.D. | 17      |
| 19                          | 28 | Will Stevens     | Marussia-Ferrari        | 2'04"526 | N.D.     | N.D. | 19      |
| Tempo limite 107%: 2'04"650 |    |                  |                         |          |          |      |         |
| NQ                          | 55 | Carlos Sainz Jr. | STR-Renault             | 2'07"304 | N.D.     | N.D. | 20      |

In grassetto sono indicate le migliori prestazioni in Q1, Q2 e Q3.

## Gara

### Resoconto
Nico Rosberg, partito dalla pole position, cede subito diverse posizioni venendo passato da Lewis Hamilton, dalla due Red Bull e da Sergio Pérez. Più dietro Sebastian Vettel, invece, scala subito dalla tredicesima posizione di partenza alla settima. A causa di un contatto al via Bottas è costretto a cambiare l'alettone anteriore: la scuderia decide di montare gomme slick, ma la pista è ancora troppo umida tanto che il finlandese rientra subito per un secondo cambio gomme per rimettere le coperture da bagnato.
Daniil Kvjat, secondo, tenta il sorpasso su Hamilton alla prima curva, ma va lungo e ricede subito il comando al britannico. Al quinto giro la direzione di gara impone la virtual safety car per consentire ai commissari di pista di ripulire il tracciato dai detriti lasciati da un contatto tra Felipe Massa e Fernando Alonso avvenuto al via della gara. Al termine del periodo di velocità controllata Rosberg è capace, in poche curve, di passare il duo della Red Bull portandosi al secondo posto.
Al giro 11 Kvjat attacca Rosberg, va lungo e viene passato da Daniel Ricciardo: l'australiano approfitta di un errore di Nico Rosberg e si pone secondo. I primi quattro in pista sono molto vicini, tanto che al giro 15 Ricciardo passa anche Hamilton ponendosi al comando. Più dietro si scatena la bagarre tra le due Ferrari e le due STR per la sesta piazza. Al giro 17 Hamilton cede la seconda posizione a Rosberg; il britannico va però subito al cambio gomme montando gomme soft.
Al giro 19 effettuano il cambio gomme i due della Red Bull e Nico Rosberg. Dopo il cambio degli pnaumatici Ricciardo guida la gara sempre davanti a Rosberg e Kvjat, con Hamilton quarto e Vettel quinto. Kimi Räikkönen, anche su lui con gomme da asciutto, esce di pista e danneggia l'alettone anteriore e poco dopo è costretto al ritiro. Anche Ricciardo va in una via di fuga, ma mantiene il comando fino al giro 22, quando viene passato da Rosberg.
Con pista che si sta asciugando le Red Bull perdono velocità: al giro 23 Vettel passa Kvjat ed è quarto. Al ventiseiesimo giro Ricciardo deve cedere la seconda posizione a Hamilton, più veloce.
La Sauber di Marcus Ericsson si ferma in traiettoria per un problema tecnico costringendo la direzione a inviare in pista la safety car. Sebastian Vettel monta gomma medie, così come il duo della Force India; Max Verstappen opta per gomme soft. Alla ripartenza della gara Rosberg precede ancora Hamilton, seguono poi i piloti della RBR, Sebastian Vettel, Max Verstappen e il duo della Force India.
Subito Vettel passa Kvjat e attacca Ricciardo che però resiste, ma poi è costretto a cedere il passo al ferrarista. Le Red Bull cedono presto posizioni con Max Verstappen che scala quarto al trentacinquesimo giro. Nello stesso giro c'è un contatto tra Nico Hülkenberg e Daniel Ricciardo: il tedesco rovina la sospensione e la direzione di gara impone ancora la virtual safety car. Rosberg ne approfitta per il cambio gomme, passa così a condurre nuovamente Hamilton. Il tedesco è passato anche da Vettel e Verstappen. Vanno al cambio gomme anche i due piloti della RBR.
Al termine del periodo di neutralizzazione Fernando Alonso attacca Pérez e coglie il sesto posto, mentre Rosberg, in un paio di giri, recupera la seconda posizione alle spalle di Hamilton.
Al quarantatreesimo giro Daniil Kvjat esce di pista e finisce contro le barriere: la vettura resta in posizione pericolosa: la direzione di gara è costretta ancora alla safety car. Questo permette a Vettel e Hamilton di cambiare gli pneumatici e passare sulla mescola morbida: all'uscita dei box si trovano in seconda e quarta posizione.
Alla ripartenza Vettel si riprende il podio su Max Verstappen e, al quarantottesimo giro, Rosberg va lungo in trazione con Hamilton che si riprende la prima posizione. Negli ultimi giri Vettel si avvicina a Rosberg, ma senza successo. Vince Lewis Hamilton, che si laurea campione del mondo per la terza volta, davanti a Nico Rosberg e Sebastian Vettel, in lotta per il secondo posto nel mondiale Piloti.

### Risultati
I risultati del Gran Premio sono i seguenti:
| Pos | Nº | Pilota           | Costruttore             | Giri | Tempo/Ritiro               | Griglia | Punti |
| --- | -- | ---------------- | ----------------------- | ---- | -------------------------- | ------- | ----- |
| 1   | 44 | Lewis Hamilton   | Mercedes                | 56   | 1h50'52"703                | 2       | 25    |
| 2   | 6  | Nico Rosberg     | Mercedes                | 56   | +2"850                     | 1       | 18    |
| 3   | 5  | Sebastian Vettel | Ferrari                 | 56   | +3"381                     | 13      | 15    |
| 4   | 33 | Max Verstappen   | STR-Renault             | 56   | +22"359                    | 8       | 12    |
| 5   | 11 | Sergio Pérez     | Force India-Mercedes    | 56   | +24"413                    | 5       | 10    |
| 6   | 22 | Jenson Button    | McLaren-Honda           | 56   | +28"058                    | 11      | 8     |
| 7   | 55 | Carlos Sainz Jr. | STR-Renault             | 56   | +30"619                    | 20      | 6     |
| 8   | 13 | Pastor Maldonado | Lotus-Mercedes          | 56   | +32"273                    | 12      | 4     |
| 9   | 12 | Felipe Nasr      | Sauber-Ferrari          | 56   | +40"257                    | 15      | 2     |
| 10  | 3  | Daniel Ricciardo | Red Bull Racing-Renault | 56   | +53"371                    | 3       | 1     |
| 11  | 14 | Fernando Alonso  | McLaren-Honda           | 56   | +54"816                    | 9       |       |
| 12  | 53 | Alexander Rossi  | Marussia-Ferrari        | 56   | +1'15"277                  | 17      |       |
| Rit | 26 | Daniil Kvjat     | Red Bull Racing-Renault | 41   | Incidente                  | 4       |       |
| Rit | 27 | Nico Hülkenberg  | Force India-Mercedes    | 35   | Collisione con D.Ricciardo | 6       |       |
| Rit | 9  | Marcus Ericsson  | Sauber-Ferrari          | 25   | Probl. elettrico           | 14      |       |
| Rit | 7  | Kimi Räikkönen   | Ferrari                 | 25   | Incidente                  | 18      |       |
| Rit | 19 | Felipe Massa     | Williams-Mercedes       | 23   | Sospensioni                | 7       |       |
| Rit | 8  | Romain Grosjean  | Lotus-Mercedes          | 10   | Freni                      | 10      |       |
| Rit | 77 | Valtteri Bottas  | Williams-Mercedes       | 5    | Sospensioni                | 16      |       |
| Rit | 28 | Will Stevens     | Marussia-Ferrari        | 1    | Collisione con A.Rossi     | 19      |       |

## Classifiche mondiali

### Piloti
| Pos | Pilota           | Punti |
| --- | ---------------- | ----- |
| 1   | Lewis Hamilton   | 327   |
| 2   | Sebastian Vettel | 251   |
| 3   | Nico Rosberg     | 247   |
| 4   | Kimi Räikkönen   | 123   |
| 5   | Valtteri Bottas  | 111   |
| 6   | Felipe Massa     | 109   |
| 7   | Daniil Kvjat     | 76    |
| 8   | Daniel Ricciardo | 74    |
| 9   | Sergio Pérez     | 64    |
| 10  | Max Verstappen   | 45    |
| 11  | Romain Grosjean  | 44    |
| 12  | Nico Hülkenberg  | 38    |
| 13  | Felipe Nasr      | 27    |
| 14  | Pastor Maldonado | 26    |
| 15  | Carlos Sainz Jr. | 18    |
| 16  | Jenson Button    | 16    |
| 17  | Fernando Alonso  | 11    |
| 18  | Marcus Ericsson  | 9     |

### Costruttori
| Pos | Costruttore             | Punti |
| --- | ----------------------- | ----- |
| 1   | Mercedes                | 574   |
| 2   | Ferrari                 | 374   |
| 3   | Williams-Mercedes       | 220   |
| 4   | Red Bull Racing-Renault | 150   |
| 5   | Force India-Mercedes    | 102   |
| 6   | Lotus-Mercedes          | 70    |
| 7   | STR-Renault             | 63    |
| 8   | Sauber-Ferrari          | 36    |
| 9   | McLaren-Honda           | 27    |

## Decisioni della FIA
Al termine della gara, Carlos Sainz Jr. è penalizzato di 5 secondi sul tempo di gara, per aver superato il limite di velocità, nella corsia dei box. Il pilota spagnolo era giunto sesto, ma a causa della penalizzazione, viene superato in classifica da Jenson Button.